# Оноприенко, Николай Николаевич
Николай Николаевич Оноприенко (1911—1979) — советский офицер, участник Великой Отечественной войны, Герой Советского Союза (1945). Полковник (1944).

## Биография
Родился 19 декабря 1911 года в селе Уил (ныне — Актюбинская область Казахстана).
После окончания семи классов школы работал сначала в отцовском хозяйстве, затем в колхозе.
В июле 1931 года был призван на службу в Рабоче-крестьянскую Красную Армию. В 1932 году окончил полковую школу 14-го Туркестанского горнострелкового полка Среднеазиатского военного округа (г. Термез, Узбекская ССР), после чего продолжил службу в этом полку командиром отделения и командиром взвода. После истечения срока срочной службы в ноябре 1933 года подал рапорт об оставлении на сверхсрочной службе, и остался служить старшиной роты в 1-м горнострелковом полку (затем переименован в 247-й Туркменский стрелковый полк) 83-й Туркестанской стрелковой дивизии Среднеазиатского военного округа. В 1935 году — сдал экзамены за полный курс Объединённой Среднеазиатской военной школы имени В. И. Ленина в Ташкенте, продолжал службу в 247-м стрелковом полку командиром взвода, помощником командира роты, командиром роты. В декабре 1938 года направлен на учёбу и в июле 1939 года окончил Высшие стрелково-тактические курсы усовершенствования офицерского состава пехоты «Выстрел». После их окончания переведён в 45-й горнострелковый полк 83-й Туркестанской стрелковой дивизии Среднеазиатского ВО: командир разведроты, с октября 1939 — начальник полковой школы, с августа 1941 года — помощник командира полка по строевой части.
В августе 1941 года старший лейтенант Н. Н. Оноприенко в составе полка участвовал в операции по вводу советских войск в Иран, в ходе которой полк установил контроль над городом Мешхед. С сентября 1941 года командовал стрелковым батальоном в 36-й стрелковой бригаде, формирующейся в Самарканде.
С октября 1941 года старший лейтенант Н. Н. Оноприенко — на фронтах Великой Отечественной войны. Тогда бригада была спешно переброшена на Западный фронт, передана в 16-ю армию генерала К. К. Рокоссовского и участвовала в оборонительных сражениях битвы за Москву. После перехода советских войск в контрнаступление под Москвой участвовал в Клинско-Солнечногорской наступательной операции. В бою 28 декабря уже ставший капитаном (воинское звание присвоено досрочно за отличия в боях) Оноприенко был тяжело ранен в ногу, лечился в эвакогоспитале в Саратове.
С февраля 1942 года командовал отдельным миномётным батальоном формирующейся в Среднеазиатском военном округе 134-й отдельной курсантской стрелковой бригады. В апреле прибыл с бригадой на Брянский фронт. В октябре 1942 года стал командиром 78-го стрелкового полка 74-й стрелковой дивизии в 13-й армии Брянского фронта, участвовал в Воронежско-Касторненской наступательной операции.
С апреля 1943 года — командир 676-го стрелкового полка 15-й стрелковой Сивашской дивизии. В рядах 13-й, 70-й и 61-й армий Центрального фронта (с 16.10.1943 — Белорусский фронт) умело командовал этим полком в Курской битве. В первый же день немецкого наступления 5 июля 1943 года полк оказался на острие главного удара противника на северном фасе Курской дуги. Отбивая одну танковую атаку за другой, полк держался на передовом рубеже даже тогда, когда соседние подразделения оказались оттеснены врагом. Продержавшись до наступления темноты, по приказу командования бойцы прорвали кольцо окружения и вышли к своим. За день полком было отбито 26 атак. За время сражения воинами полка подбито 25 танков, уничтожено до 3000 солдат и офицеров противника. Перейдя в наступление, полк участвовал в Орловской, Черниговско-Припятской, Гомельско-Речицкой наступательных операциях. В бою 9 ноября 1943 года подполковник Оноприенко получил своё второе тяжелое ранение.
С 9 мая 1944 года он стал заместителем командира 193-й стрелковой дивизии 65-й армии 1-го Белорусского фронта, с 22 июня командовал 118-м гвардейским стрелковым полком в 37-й гвардейской стрелковой дивизии. Отличился в Белорусской стратегической наступательной операции. В конце августа отозван с должности и назначен командиром 5-го гвардейского воздушно-десантного полка 2-й гвардейской воздушно-десантной дивизии (полк в это время воевал на 4-м Украинском фронте и участвовал в Восточно-Карпатской операции), однако по каким-то причинам пробыл на этой должности менее месяца, в сентябре освобождён от должности, а в октябре вернулся к командованию 118-м гвардейским стрелковым полком 37-й гвардейской стрелковой дивизии 65-й армии. Отлично действовал во главе полка в Восточно-Прусской наступательной операции, и в марте 1945 года назначен заместителем командира дивизии. Когда во время Восточно-Померанской операции в бою 26 марта 1945 года погиб командир дивизии гвардии генерал-майор Сабир Рахимов, Оноприенко принял командование дивизией на себя, успешно завершив штурм Данцига. В начале апреля прибыл новый командир дивизии гвардии генерал-майор К. Е. Гребенник, и полковник Оноприенко вернулся к исполнению должности заместителя командира дивизии.
Заместитель по строевой части командира 37-й гвардейской стрелковой дивизии 18-го стрелкового корпуса 65-й армии 2-го Белорусского фронта гвардии полковник Николай Оноприенко завершил свой славный боевой путь новыми подвигами в ходе Берлинской стратегической наступательной операции. Получив боевую задачу на форсирование Одера, он сформировал передовой отряд, оснастил его переправочными средствами и несколько дней на окрестных озёрах тренировал бойцов, отрабатывая высадку на захваченный врагом берег и взаимодействие штурмовых групп с артиллеристами. Когда в ночь с 18 на 19 апреля 1945 года наступил час наступления, гвардии полковник Оноприенков приступил к форсированию во главе передового отряда. Затемно отряд переправился через восточный рукав Одера и захватил плацдарм на острове в междуречье. За сутки было отбито до десятка немецких атак, в чём решающую роль сыграли заранее подготовленные к переправе и переброшенные с первыми плотами по приказу Оноприенко лёгкие 45-мм противотанковые пушки. А на рассвете 20 апреля этот же отряд под прикрытием артиллерийского огня переправился через западный рукав Одера и захватил плацдарм на его западном берегу. За сутки 20 апреля было отбито 12 контратак, за сутки 21 апреля — 18 немецких контратак. Но сражение было выиграно: на захваченный отрядом полковника Оноприенко плацдарм переправлялись один за другим полки 37-й гвардейской стрелковой дивизии, а следом за ними и главные силы корпуса. На следующий день ударом с этого плацдарма начался завершающий прорыв войск фронта в глубину Северной Германии к Эльбе, где бойцы и встретили долгожданную Победу.
Указом Президиума Верховного Совета СССР от 29 июня 1945 года за «образцовое выполнение боевых заданий командования на фронте борьбы с немецкими захватчиками и проявленные при этом отвагу и геройство» гвардии полковнику Николаю Николаевичу Оноприенко присвоено звание Героя Советского Союза с вручением ордена Ленина и медали «Золотая Звезда».
После окончания войны Н. Н. Оноприенко продолжил службу в Советской Армии. В июле 1945 года он в третий раз принял командование 118-м гвардейским стрелковым полком 37-й гвардейской стрелковой дивизии, который в октябре 1945 года был переформирован в 88-й гвардейский механизированный полк 27-й гвардейской механизированной дивизии. При сокращении советских Вооруженных сил в феврале 1947 года стал командиром 88-го отдельного гвардейского кадрового механизированного батальона 27-го отдельного гвардейского кадрового механизированного полка 7-й отдельной кадровой танковой дивизии. В апреле 1947 года был уволен в запас, в июле приказ об увольнении был отменён и полковника Оноприенко назначили военным комиссаром Туймазинского района в Башкирской АССР. С ноября 1947 года — военный комиссар Чкаловского (Дзержинского) района в городе Чкалов. В сентябре 1954 года полковник Н. Н. Оноприенко был уволен в запас.
Проживал в Оренбурге, работал в «Облдорстройтресте». Умер 12 ноября 1979 года, похоронен в Оренбурге на Старом кладбище по улице Монтажников. Захоронение Героя после смерти его родных оказалось в заброшенном состоянии, в 2014 году оно было восстановлено и установлен новый надгробный памятник.

## Награды
- Медаль «Золотая Звезда» Героя Советского Союза (29.06.1945)
- Орден Ленина (29.06.1945)
- Три ордена Красного Знамени (11.02.1943, 13.07.1943, 13.06.1952)
- Орден Суворова 3-й степени (28.04.1944)
- Орден Кутузова 3-й степени (16.02.1945)
- Орден Александра Невского (6.10.1943)
- Орден Красной Звезды (30.04.1947)
- Медаль «За отвагу» (20.09.1942)
- Медаль «За боевые заслуги» (3.11.1944)
- Медаль «За оборону Москвы» (1944)
- Медаль «За освобождение Варшавы»
- Другие медали СССР[3]
- Офицер ордена Британской империи (Великобритания, 10.05.1944[11])
- Крест Храбрых (Польша[12])
- Медаль «Победы и Свободы» (Польша)
- Медаль «За Варшаву 1939—1945» (Польша)
- Медаль «За Одру, Нису и Балтику» (Польша)

## Память
- Имя Героя высечено на гранитной плите на Аллее Героев в Оренбурге[13].
- Имя Героя увековечено на мраморной доске в Доме Памяти Оренбурга.